# Coastal Spirit FC
Der Coastal Spirit Football Club ist ein neuseeländischer Fußballklub aus Christchurch in der Region Canterbury.

## Geschichte
Der Klub wurde im Jahr 2007 gegründet. Er entstand als Ergebnis der Fusion von New Brighton und Rangers AFC. Ursprünglich hatte der Klub Einrichtungen im Bexley Park, welche aber bei dem Erdbeben im Jahr 2011 zerstört wurden. Somit bezog man danach den in der Nähe gelegenen Linfield Park.
Die Männer-Mannschaft wurde zur Saison 2021 aus der Mainland Premier League in die neue Southern League hochgezogen und spielt seitdem durchgehend im System der National League. In beiden Spielzeiten verpasste man jeweils mit einem 6. Platz aber immer die Championship-Runde.
Die Frauen-Mannschaft spielt derzeit in der Mainland Women’s Premier League und gewann den Women’s Knockout Cup im Jahr 2013.